# Bel
För andra betydelser, se Bel (olika betydelser).
Bel är ett semitiskt ord för herre. Bel var även namnet, eller titeln, på en gud som dyrkades av semiter under forntiden i den Främre Orienten. Guden var nära sammankopplad med Baal och Marduk. En känd historia om ormguden Bel i Babylonien återfinns i tillägg till Daniels bok i Gamla Testamentet.